# Phelsuma barbouri
Phelsuma barbouri  (лат.) — вид гекконов из рода фельзум, обитающий в центральной части Мадагаскара.

## Описание
Это дневная ящерица, которая может достигать общей длины около 13,5 см. Окраска тела коричневато-зелёного или тёмно-зелёного цвета. От головы до хвоста проходят тёмно-коричневые полосы. Конечности, как правило, коричневого цвета. Хвост однотонно-зелёный, слегка уплощенный.

## Среда обитания
В отличие от остальных фельзум, данный вид обычно живёт на каменистой земле или на скалах. Климат в местах их обитания крайне контрастен. Существует огромная разница температур между днём и ночью, а также между различными сезонами. Максимальная дневная температура 30 °C. Ночью прохладно и туманно.

## Питание
Эти гекконы питаются различными насекомыми и другими беспозвоночными.